# María Padín
María Padín (Montevideo, 1888-Buenos Aires, 1970) fue una productora y actriz de cine, radio y teatro uruguaya que hizo su carrera en Argentina.

## Carrera
Hija de los actores circenses Manuel Padín —el payaso Pepino 77— y de Eulalia Mendizábal —trapecista—, tuvo a su hermana de este matrimonio llamada Aída Padín, quien se casaría posteriormente con Francisco Aniceto Benavente y le diera un sobrino, Saulo Benavente, un pintor, iluminador y escenógrafo de amplio labor. Luego de que sus padres se separaran, Manuel Padín contrae casamiento con la actriz uruguaya Máxima Hourquet tuvo siete hermanastros, uno de los cuales murió pequeño, entre ellos a la primera actriz cómica y vedette Margarita Padín, y de las jóvenes figuras Pilar Padín y Fausto Padín, Su cuñada fue la actriz Raquel Oquendo
Se inicia profesionalmente como actriz en 1905 con los Podestá y más tarde también actúa en radio y televisión. En radio fue primera actriz de las compañías Radio-Teatrales Argentinas de Ricardo Migueres y de Ricardo Bustamante.
Su aparición en cine se dio de manera muy temprana brillando junto a primeras figuras de la época de oro del cine argentino, entre ellos, Orfilia Rico, Azucena Maizani, Floren Delbene, Carlos Dux, Julio Scarcella, Celestino Petray, Santiago Arrieta, Homero Cárpena, Pedro Aleandro, Ilde Pirovano y Domingo Sapelli. En Chile intervino junto a su marido como director, en varias  históricas películas mudas.
Además de su carrera en la pantalla grande tuvo varias intervenciones en teatros de revistas. Trabajó para la compañía de Pablo Podestá, con dirección de José Podestá y junto a Blanca Podestá y Alberto Ballerini. Luego de disuelto este, se radica por unos años en Chile y regresa formando su propia Compañía de comedias con asesoramiento del Dr. Oscar R. Beltrán. Luego integra la compañía de su marido que se llamó «Mario», que estaba integrada por los actores Herminia Mancini, Ángeles Arguelles, Rosa Martínez, Julio Scarcella y Pepe Petray. Con la compañía de su esposo hicieron giras por zonas como Valparaíso, Mendoza y Lima.
En 1946 integra la lista de La Agrupación de Actores Democráticos, durante el gobierno de Juan Domingo Perón, y cuya junta directiva estaba integrada por Pablo Racioppi, Lydia Lamaison, Pascual Nacaratti, Alberto Barcel y Domingo Mania.
Fue una gran amiga de la actriz Herminia Mancini, hermana de Julia Mancini con quien trabajó en teatro.

## Vida privada

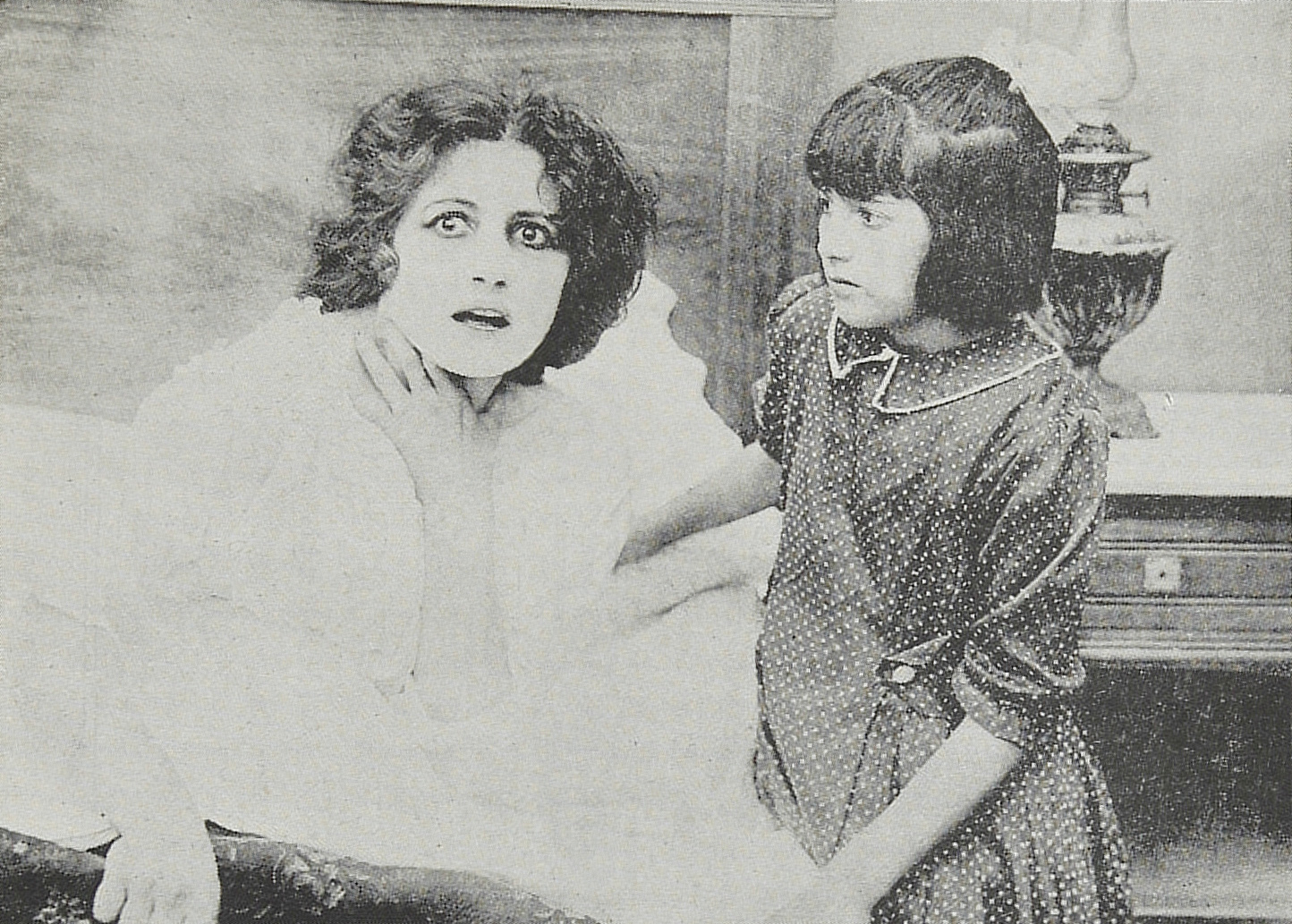
María Padín en una escena de La avenida de las acacias (1918)

Fue la esposa del actor y director de cine y teatro italiano Arturo Mario, con quien en 1917 viaja a Chile, protagonizando varias películas de él.

## Filmografía
- 1915: Nobleza gaucha.
- 1917: Alma chilena.
- 1917: El fusilamiento de Dorrego.
- 1918: Todo por la Patria (o el Jirón de la bandera).
- 1918: La avenida de las acacias.
- 1920: Manuel Rodríguez.[5]
- 1939: Nativa.[6]

## Radio
- 1939: Daniel Aldao, el valiente, emitido por Radio El Mundo, encabezada por Héctor Coire, y secundada por Meneca Norton, Lucía Dufour, Julia Vidal, Carlos A. Petit, Gustavo Cavero y Ernesto Villegas.

## Teatro
- Los espantajos (1915), de Roberto Cayol.
- La viuda influyente (1915), de Belisardo Roldán.
- Los paraísos artificiales (1915), de Enrique García Velloso.
- La novia de Floripondio (1915).
- Silvio Torcelli (1915)
- La suerte perra y Crisis matrimonial, de Casals.
- La vuelta de Braulio (1915)
- El zonda (1915)
- El rancho de las violetas (1915)
- Barranca abajo
- Cataplasma, de Enrique Buttaro.
- El tiranuelo, de Pedro B. Aquino y Misia.
- Pancha, la bava
- Luz de hoguera
- Entre gallos y medianoche, estrenada en el Teatro Nuevo.